# Classe Durango

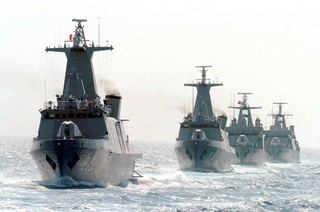

A classe Durango é uma classe de embarcações de patrulha oceânica (OPV), projetada e construída pela Marinha do México para seu próprio uso.
Esta classe apresenta o conceito Stealth. Como a classe Sierra e Oaxaca Class utiliza o conceito trinômio interceptar navio-helicóptero, que pode ampliar o leque de operações com poupança substancial nos custos operacionais. Este navio pode passar 20 dias no mar, sem atracar em um porto.
Sua principal missão é o patrulhamento da Zona econômica exclusiva.